# Long Beach (New York)
Long Beach (Beiname: The City by the Sea) ist eine City im Nassau County, New York, im Süden von Long Island.
Sie erhielt das Stadtrecht im Jahre 1922 und hat 35.029 Einwohner (Stand: 2020) auf einer Fläche von 10,1 km².
Long Beach liegt an der Atlantikküste. Ratsgeschäftsführer ist seit 29. Juni 2006 Edwin L. Eaton, der bereits von 1979 bis 1999 und 2001 dieses Amt innehatte.
Long Beach ist an das Streckennetz der Long Island Rail Road angeschlossen.

## Söhne und Töchter der Stadt
- Howard Kaminsky (1924–2014), Historiker
- Ed Lauter (1938–2013), Schauspieler
- Billy Crystal (* 1948), Komiker, Schauspieler und Regisseur
- Aline Kominsky-Crumb (1948–2022), Comic-Produzentin und Künstlerin
- Barb Samardzich (* 1958), Managerin
- Mike Portnoy (* 1967), Schlagzeuger
- Bryn Kenney (* 1986), Pokerspieler
- Lil Peep (1996–2017), Rapper
- Charlie McAvoy (* 1997), Eishockeyspieler

## In der Kunst

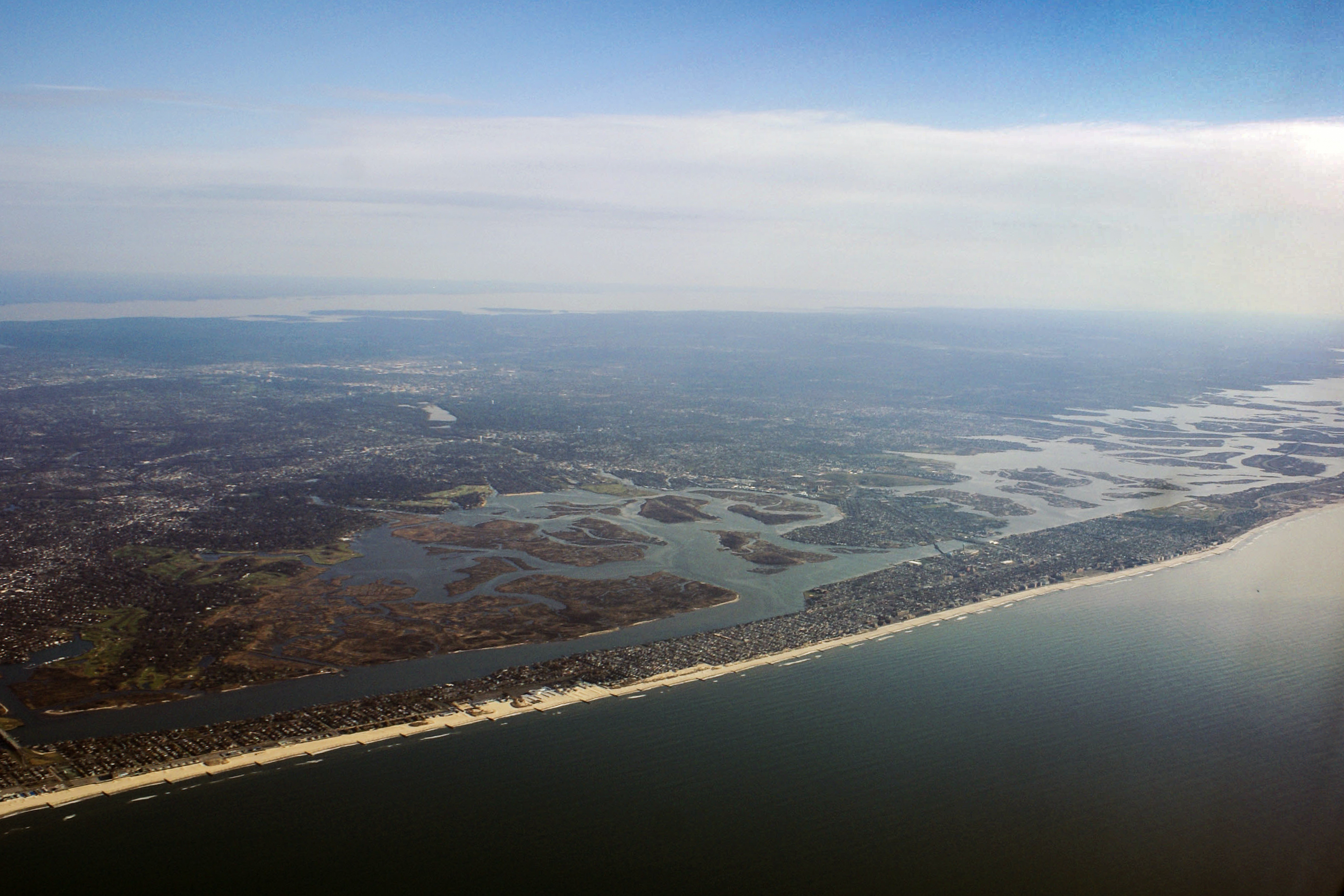
Long Beach (im Vordergrund) aus der Luft

- Im Roman Der Pate und im gleichnamigen Film ist Long Beach der Wohnsitz des Corleone-Clans. Sonny Corleone wird auf dem Jones Beach Causeway erschossen.
- Der Spielfilm City by the Sea spielt in Long Beach und sein Titel spielt auf einen Beinamen Long Beachs an.
- Im Spielfilm Taxi Driver wird Long Beach beiläufig erwähnt.